# Porąbki (powiat kielecki)
Porąbki – wieś w Polsce położona w województwie świętokrzyskim, w powiecie kieleckim, w gminie Bieliny.
W latach 1975–1998 miejscowość położona była w województwie kieleckim.